# Campionato del mondo endurance 2018-2019
La stagione 2018-2019 del campionato del mondo endurance è stata la settima stagione del campionato organizzato congiuntamente dalla FIA e dall'ACO. Sono ammessi prototipi e vetture Gran Turismo, divisi in quattro classi. A causa della scarsità di costruttori ufficiali nella classe LMP1, il campionato è stato riorganizzato in un'unica superstagione divisa su due anni, che ha visto anche diverse gare disputate in inverno.

## Calendario
| Gara | Evento                     | Circuito                      | Data              |
| ---- | -------------------------- | ----------------------------- | ----------------- |
| 1    | 6 Ore di Spa-Francorchamps | Circuito di Spa-Francorchamps | 5 maggio 2018     |
| 2    | 24 Ore di Le Mans          | Circuit de la Sarthe          | 16-17 giugno 2018 |
| 3    | 6 Ore di Silverstone       | Circuito di Silverstone       | 19 agosto 2018    |
| 4    | 6 Ore del Fuji             | Circuito del Fuji             | 14 ottobre 2018   |
| 5    | 6 Ore di Shanghai          | Circuito di Shanghai          | 18 novembre 2018  |
| 6    | 1000 Miglia di Sebring     | Circuito di Sebring           | 15 marzo 2019     |
| 7    | 6 Ore di Spa-Francorchamps | Circuito di Spa-Francorchamps | 4 maggio 2019     |
| 8    | 24 Ore di Le Mans          | Circuit de la Sarthe          | 15-16 giugno 2019 |

## Scuderie e piloti

### Classe LMP1
| Scuderia             | Vettura             | Motore                                            | Hybrid               | Pneumatici | #                 | Pilota            | Gare     |
| -------------------- | ------------------- | ------------------------------------------------- | -------------------- | ---------- | ----------------- | ----------------- | -------- |
| Rebellion Racing     | Rebellion R13       | Gibson GL458 4.5 L V8                             |                      | M          | 1                 | Neel Jani         | 1-8      |
| Rebellion Racing     | Rebellion R13       | Gibson GL458 4.5 L V8                             | Bruno Senna          | M          | 1                 | 1-8               |          |
| Rebellion Racing     | Rebellion R13       | Gibson GL458 4.5 L V8                             | André Lotterer       | M          | 1                 | 1-5, 7-8          |          |
| Rebellion Racing     | Rebellion R13       | Gibson GL458 4.5 L V8                             | Mathias Beche        | M          | 1                 | 6                 |          |
| Rebellion Racing     | Rebellion R13       | Gibson GL458 4.5 L V8                             | 3                    | M          | Thomas Laurent    | 1-8               |          |
| Rebellion Racing     | Rebellion R13       | Gibson GL458 4.5 L V8                             | 3                    | M          | Gustavo Menezes   | 1-8               |          |
| Rebellion Racing     | Rebellion R13       | Gibson GL458 4.5 L V8                             | 3                    | M          | Mathias Beche     | 1-5               |          |
| Rebellion Racing     | Rebellion R13       | Gibson GL458 4.5 L V8                             | 3                    | M          | Nathanaël Berthon | 6-8               |          |
| ByKolles Racing Team | ENSO CLM P1/01      | Nismo VRX30A 3.0 L Turbo V6 Gibson GL458 4.5 L V8 |                      | M          | 4                 | Oliver Webb       | 1-5, 7-8 |
| ByKolles Racing Team | ENSO CLM P1/01      | Nismo VRX30A 3.0 L Turbo V6 Gibson GL458 4.5 L V8 | Tom Dillmann         | M          | 4                 | 1-2, 4-5, 7-8     |          |
| ByKolles Racing Team | ENSO CLM P1/01      | Nismo VRX30A 3.0 L Turbo V6 Gibson GL458 4.5 L V8 | Dominik Kraihamer    | M          | 4                 | 1-2               |          |
| ByKolles Racing Team | ENSO CLM P1/01      | Nismo VRX30A 3.0 L Turbo V6 Gibson GL458 4.5 L V8 | René Binder          | M          | 4                 | 3                 |          |
| ByKolles Racing Team | ENSO CLM P1/01      | Nismo VRX30A 3.0 L Turbo V6 Gibson GL458 4.5 L V8 | James Rossiter       | M          | 4                 | 4-5               |          |
| ByKolles Racing Team | ENSO CLM P1/01      | Nismo VRX30A 3.0 L Turbo V6 Gibson GL458 4.5 L V8 | Paolo Ruberti        | M          | 4                 | 7-8               |          |
| CEFC TRSM Racing     | Ginetta G60-LT-P1   | Mecachrome V634P1 3.4 L Turbo V6                  |                      | M          | 5                 | Charlie Robertson | 1-2      |
| CEFC TRSM Racing     | Ginetta G60-LT-P1   | Mecachrome V634P1 3.4 L Turbo V6                  | Dean Stoneman        | M          | 5                 | 1                 |          |
| CEFC TRSM Racing     | Ginetta G60-LT-P1   | Mecachrome V634P1 3.4 L Turbo V6                  | Léo Roussel          | M          | 5                 | 2                 |          |
| CEFC TRSM Racing     | Ginetta G60-LT-P1   | Mecachrome V634P1 3.4 L Turbo V6                  | Michael Simpson      | M          | 5                 | 2                 |          |
| CEFC TRSM Racing     | Ginetta G60-LT-P1   | Mecachrome V634P1 3.4 L Turbo V6                  | 6                    | M          | Oliver Rowland    | 1-2               |          |
| CEFC TRSM Racing     | Ginetta G60-LT-P1   | Mecachrome V634P1 3.4 L Turbo V6                  | 6                    | M          | Alex Brundle      | 1-2               |          |
| CEFC TRSM Racing     | Ginetta G60-LT-P1   | Mecachrome V634P1 3.4 L Turbo V6                  | 6                    | M          | Oliver Turvey     | 1-2               |          |
| Toyota Racing        | Toyota TS050 Hybrid | Toyota R8909 2.4 L Turbo V6                       | Hybrid               | M          | 7                 | Mike Conway       | 1-8      |
| Toyota Racing        | Toyota TS050 Hybrid | Toyota R8909 2.4 L Turbo V6                       | Hybrid               | M          | 7                 | Kamui Kobayashi   | 1-8      |
| Toyota Racing        | Toyota TS050 Hybrid | Toyota R8909 2.4 L Turbo V6                       | Hybrid               | M          | 7                 | José María López  | 1-8      |
| Toyota Racing        | Toyota TS050 Hybrid | Toyota R8909 2.4 L Turbo V6                       | Hybrid               | M          | 8                 | Sébastien Buemi   | 1-8      |
| Toyota Racing        | Toyota TS050 Hybrid | Toyota R8909 2.4 L Turbo V6                       | Hybrid               | M          | 8                 | Kazuki Nakajima   | 1-8      |
| Toyota Racing        | Toyota TS050 Hybrid | Toyota R8909 2.4 L Turbo V6                       | Hybrid               | M          | 8                 | Fernando Alonso   | 1-8      |
| DragonSpeed          | BR Engineering BR1  | Gibson GL458 4.5 L V8                             |                      | M          | 10                | Ben Hanley        | 1-6, 8   |
| DragonSpeed          | BR Engineering BR1  | Gibson GL458 4.5 L V8                             | Henrik Hedman        | M          | 10                | 1-3, 6, 8         |          |
| DragonSpeed          | BR Engineering BR1  | Gibson GL458 4.5 L V8                             | Pietro Fittipaldi    | M          | 10                | 1                 |          |
| DragonSpeed          | BR Engineering BR1  | Gibson GL458 4.5 L V8                             | Renger van der Zande | M          | 10                | 2-3, 5-6, 8       |          |
| DragonSpeed          | BR Engineering BR1  | Gibson GL458 4.5 L V8                             | James Allen          | M          | 10                | 4-5               |          |
| SMP Racing           | BR Engineering BR1  | AER P60B 2.4 L Turbo V6                           |                      | M          | 11                | Michail Alëšin    | 1-8      |
| SMP Racing           | BR Engineering BR1  | AER P60B 2.4 L Turbo V6                           | Vitalij Petrov       | M          | 11                | 1-8               |          |
| SMP Racing           | BR Engineering BR1  | AER P60B 2.4 L Turbo V6                           | Jenson Button        | M          | 11                | 2-5               |          |
| SMP Racing           | BR Engineering BR1  | AER P60B 2.4 L Turbo V6                           | Brendon Hartley      | M          | 11                | 6                 |          |
| SMP Racing           | BR Engineering BR1  | AER P60B 2.4 L Turbo V6                           | Stoffel Vandoorne    | M          | 11                | 7-8               |          |
| SMP Racing           | BR Engineering BR1  | AER P60B 2.4 L Turbo V6                           | 17                   | M          | Stéphane Sarrazin | 1-8               |          |
| SMP Racing           | BR Engineering BR1  | AER P60B 2.4 L Turbo V6                           | 17                   | M          | Egor Orudzhev     | 1-8               |          |
| SMP Racing           | BR Engineering BR1  | AER P60B 2.4 L Turbo V6                           | 17                   | M          | Matevos Isaakjan  | 1-2, 4-5          |          |
| SMP Racing           | BR Engineering BR1  | AER P60B 2.4 L Turbo V6                           | 17                   | M          | Sergej Sirotkin   | 6-8               |          |

### Classe LMP2
| Scuderia                | Vettura        | Pneumatici | #  | Pilota                   | Gare        |
| ----------------------- | -------------- | ---------- | -- | ------------------------ | ----------- |
| TDS Racing              | Oreca 07       | D          | 28 | François Perrodo         | 1-8         |
| TDS Racing              | Oreca 07       | D          | 28 | Matthieu Vaxivière       | 1-8         |
| TDS Racing              | Oreca 07       | D          | 28 | Loïc Duval               | 1-3, 5-6, 8 |
| TDS Racing              | Oreca 07       | D          | 28 | Jean-Éric Vergne         | 4           |
| TDS Racing              | Oreca 07       | D          | 28 | Norman Nato              | 7           |
| Racing Team Nederland   | Dallara P217   | M          | 29 | Giedo van der Garde      | 1-8         |
| Racing Team Nederland   | Dallara P217   | M          | 29 | Frits van Eerd           | 1-8         |
| Racing Team Nederland   | Dallara P217   | M          | 29 | Jan Lammers              | 1-2         |
| Racing Team Nederland   | Dallara P217   | M          | 29 | Nyck de Vries            | 3-8         |
| DragonSpeed             | Oreca 07       | M          | 31 | Roberto González         | 1-8         |
| DragonSpeed             | Oreca 07       | M          | 31 | Pastor Maldonado         | 1-8         |
| DragonSpeed             | Oreca 07       | M          | 31 | Nathanaël Berthon        | 1-2         |
| DragonSpeed             | Oreca 07       | M          | 31 | Anthony Davidson         | 3-8         |
| Signatech Alpine Matmut | Alpine A470    | D          | 36 | Nicolas Lapierre         | 1-8         |
| Signatech Alpine Matmut | Alpine A470    | D          | 36 | André Negrão             | 1-8         |
| Signatech Alpine Matmut | Alpine A470    | D          | 36 | Pierre Thiriet           | 1-8         |
| Jackie Chan DC Racing   | Oreca 07       | D          | 37 | Jazeman Jaafar           | 1-5         |
| Jackie Chan DC Racing   | Oreca 07       | D          | 37 | Weiron Tan               | 1-5         |
| Jackie Chan DC Racing   | Oreca 07       | D          | 37 | Nabil Jeffri             | 1-5         |
| Jackie Chan DC Racing   | Oreca 07       | D          | 37 | Jordan King              | 6-8         |
| Jackie Chan DC Racing   | Oreca 07       | D          | 37 | David Heinemeier Hansson | 6-8         |
| Jackie Chan DC Racing   | Oreca 07       | D          | 37 | Will Stevens             | 6-7         |
| Jackie Chan DC Racing   | Oreca 07       | D          | 37 | Ricky Taylor             | 8           |
| Jackie Chan DC Racing   | Oreca 07       | D          | 38 | Ho-Pin Tung              | 1-8         |
| Jackie Chan DC Racing   | Oreca 07       | D          | 38 | Gabriel Aubry            | 1-8         |
| Jackie Chan DC Racing   | Oreca 07       | D          | 38 | Stéphane Richelmi        | 1-8         |
| Larbre Compétition      | Ligier JS P217 | M          | 50 | Erwin Creed              | 1-8         |
| Larbre Compétition      | Ligier JS P217 | M          | 50 | Romano Ricci             | 1-8         |
| Larbre Compétition      | Ligier JS P217 | M          | 50 | Julien Canal             | 1           |
| Larbre Compétition      | Ligier JS P217 | M          | 50 | Thomas Dagoneau          | 2           |
| Larbre Compétition      | Ligier JS P217 | M          | 50 | Yoshiharu Mori           | 3           |
| Larbre Compétition      | Ligier JS P217 | M          | 50 | Keiko Ihara              | 4           |
| Larbre Compétition      | Ligier JS P217 | M          | 50 | Enzo Guibbert            | 5           |
| Larbre Compétition      | Ligier JS P217 | M          | 50 | Gunnar Jeannette         | 6           |
| Larbre Compétition      | Ligier JS P217 | M          | 50 | Nicholas Boulle          | 7-8         |

### Classe LMGTE Pro
| Scuderia                  | Vettura                  | Motore                            | Pneumatici | #  | Pilota                 | Gare      |
| ------------------------- | ------------------------ | --------------------------------- | ---------- | -- | ---------------------- | --------- |
| AF Corse                  | Ferrari 488 GTE Evo      | Ferrari F154CB 3.9 L Turbo V8     | M          | 51 | James Calado           | 1-8       |
| AF Corse                  | Ferrari 488 GTE Evo      | Ferrari F154CB 3.9 L Turbo V8     | M          | 51 | Alessandro Pier Guidi  | 1-8       |
| AF Corse                  | Ferrari 488 GTE Evo      | Ferrari F154CB 3.9 L Turbo V8     | M          | 51 | Daniel Serra           | 2, 6, 8   |
| AF Corse                  | Ferrari 488 GTE Evo      | Ferrari F154CB 3.9 L Turbo V8     | M          | 71 | Sam Bird               | 1-8       |
| AF Corse                  | Ferrari 488 GTE Evo      | Ferrari F154CB 3.9 L Turbo V8     | M          | 71 | Davide Rigon           | 1-8       |
| AF Corse                  | Ferrari 488 GTE Evo      | Ferrari F154CB 3.9 L Turbo V8     | M          | 71 | Miguel Molina          | 2, 6, 8   |
| Ford Chip Ganassi Team UK | Ford GT                  | Ford EcoBoost 3.5 L Turbo V6      | M          | 66 | Stefan Mücke           | 1-8       |
| Ford Chip Ganassi Team UK | Ford GT                  | Ford EcoBoost 3.5 L Turbo V6      | M          | 66 | Olivier Pla            | 1-8       |
| Ford Chip Ganassi Team UK | Ford GT                  | Ford EcoBoost 3.5 L Turbo V6      | M          | 66 | Billy Johnson          | 1-2, 6, 8 |
| Ford Chip Ganassi Team UK | Ford GT                  | Ford EcoBoost 3.5 L Turbo V6      | M          | 67 | Andy Priaulx           | 1-8       |
| Ford Chip Ganassi Team UK | Ford GT                  | Ford EcoBoost 3.5 L Turbo V6      | M          | 67 | Harry Tincknell        | 1-8       |
| Ford Chip Ganassi Team UK | Ford GT                  | Ford EcoBoost 3.5 L Turbo V6      | M          | 67 | Tony Kanaan            | 1-2       |
| Ford Chip Ganassi Team UK | Ford GT                  | Ford EcoBoost 3.5 L Turbo V6      | M          | 67 | Jonathan Bomarito      | 6, 8      |
| BMW Team MTEK             | BMW M8 GTE               | BMW P63/1 4.0 L Turbo V8          | M          | 81 | Nicky Catsburg         | 1-8       |
| BMW Team MTEK             | BMW M8 GTE               | BMW P63/1 4.0 L Turbo V8          | M          | 81 | Martin Tomczyk         | 1-8       |
| BMW Team MTEK             | BMW M8 GTE               | BMW P63/1 4.0 L Turbo V8          | M          | 81 | Philipp Eng            | 2, 8      |
| BMW Team MTEK             | BMW M8 GTE               | BMW P63/1 4.0 L Turbo V8          | M          | 81 | Alexander Sims         | 6         |
| BMW Team MTEK             | BMW M8 GTE               | BMW P63/1 4.0 L Turbo V8          | M          | 82 | António Félix da Costa | 1-8       |
| BMW Team MTEK             | BMW M8 GTE               | BMW P63/1 4.0 L Turbo V8          | M          | 82 | Tom Blomqvist          | 1, 4-5    |
| BMW Team MTEK             | BMW M8 GTE               | BMW P63/1 4.0 L Turbo V8          | M          | 82 | Augusto Farfus         | 2-3, 6-8  |
| BMW Team MTEK             | BMW M8 GTE               | BMW P63/1 4.0 L Turbo V8          | M          | 82 | Alexander Sims         | 2         |
| BMW Team MTEK             | BMW M8 GTE               | BMW P63/1 4.0 L Turbo V8          | M          | 82 | Bruno Spengler         | 6         |
| BMW Team MTEK             | BMW M8 GTE               | BMW P63/1 4.0 L Turbo V8          | M          | 82 | Jesse Krohn            | 8         |
| Porsche GT Team           | Porsche 911 RSR          | Porsche 4.0 L Flat-6              | M          | 91 | Gianmaria Bruni        | 1-8       |
| Porsche GT Team           | Porsche 911 RSR          | Porsche 4.0 L Flat-6              | M          | 91 | Richard Lietz          | 1-8       |
| Porsche GT Team           | Porsche 911 RSR          | Porsche 4.0 L Flat-6              | M          | 91 | Frédéric Makowiecki    | 2, 8      |
| Porsche GT Team           | Porsche 911 RSR          | Porsche 4.0 L Flat-6              | M          | 92 | Michael Christensen    | 1-8       |
| Porsche GT Team           | Porsche 911 RSR          | Porsche 4.0 L Flat-6              | M          | 92 | Kévin Estre            | 1-8       |
| Porsche GT Team           | Porsche 911 RSR          | Porsche 4.0 L Flat-6              | M          | 92 | Laurens Vanthoor       | 2, 8      |
| Aston Martin Racing       | Aston Martin Vantage AMR | Mercedes-Benz M177 4.0 L Turbo V8 | M          | 95 | Marco Sørensen         | 1-8       |
| Aston Martin Racing       | Aston Martin Vantage AMR | Mercedes-Benz M177 4.0 L Turbo V8 | M          | 95 | Nicki Thiim            | 1-8       |
| Aston Martin Racing       | Aston Martin Vantage AMR | Mercedes-Benz M177 4.0 L Turbo V8 | M          | 95 | Darren Turner          | 1-2, 6, 8 |
| Aston Martin Racing       | Aston Martin Vantage AMR | Mercedes-Benz M177 4.0 L Turbo V8 | M          | 97 | Alex Lynn              | 1-8       |
| Aston Martin Racing       | Aston Martin Vantage AMR | Mercedes-Benz M177 4.0 L Turbo V8 | M          | 97 | Maxime Martin          | 1-8       |
| Aston Martin Racing       | Aston Martin Vantage AMR | Mercedes-Benz M177 4.0 L Turbo V8 | M          | 97 | Jonathan Adam          | 1-2, 8    |

### Classe LMGTE Am
| Scuderia              | Vettura                  | Motore                        | Pneumatici | #  | Pilota                | Gare     |
| --------------------- | ------------------------ | ----------------------------- | ---------- | -- | --------------------- | -------- |
| Spirit of Race        | Ferrari 488 GTE          | Ferrari F154CB 3.9 L Turbo V8 | M          | 54 | Francesco Castellacci | 1-8      |
| Spirit of Race        | Ferrari 488 GTE          | Ferrari F154CB 3.9 L Turbo V8 | M          | 54 | Giancarlo Fisichella  | 1-8      |
| Spirit of Race        | Ferrari 488 GTE          | Ferrari F154CB 3.9 L Turbo V8 | M          | 54 | Thomas Flöhr          | 1-8      |
| Team Project 1        | Porsche 911 RSR          | Porsche 4.0 L Flat-6          | M          | 56 | Jörg Bergmeister      | 1-8      |
| Team Project 1        | Porsche 911 RSR          | Porsche 4.0 L Flat-6          | M          | 56 | Patrick Lindsey       | 1-8      |
| Team Project 1        | Porsche 911 RSR          | Porsche 4.0 L Flat-6          | M          | 56 | Egidio Perfetti       | 1-8      |
| Clearwater Racing     | Ferrari 488 GTE          | Ferrari F154CB 3.9 L Turbo V8 | M          | 61 | Matt Griffin          | 1-8      |
| Clearwater Racing     | Ferrari 488 GTE          | Ferrari F154CB 3.9 L Turbo V8 | M          | 61 | Keita Sawa            | 1-5      |
| Clearwater Racing     | Ferrari 488 GTE          | Ferrari F154CB 3.9 L Turbo V8 | M          | 61 | Weng Sun Mok          | 1-5      |
| Clearwater Racing     | Ferrari 488 GTE          | Ferrari F154CB 3.9 L Turbo V8 | M          | 61 | Luís Pérez Companc    | 6-8      |
| Clearwater Racing     | Ferrari 488 GTE          | Ferrari F154CB 3.9 L Turbo V8 | M          | 61 | Matteo Cressoni       | 6-8      |
| MR Racing             | Ferrari 488 GTE          | Ferrari F154CB 3.9 L Turbo V8 | M          | 70 | Olivier Beretta       | 1-8      |
| MR Racing             | Ferrari 488 GTE          | Ferrari F154CB 3.9 L Turbo V8 | M          | 70 | Eddie Cheever III     | 1-8      |
| MR Racing             | Ferrari 488 GTE          | Ferrari F154CB 3.9 L Turbo V8 | M          | 70 | Motoaki Ishikawa      | 1-8      |
| Dempsey-Proton Racing | Porsche 911 RSR          | Porsche 4.0 L Flat-6          | M          | 77 | Matt Campbell         | 1-8      |
| Dempsey-Proton Racing | Porsche 911 RSR          | Porsche 4.0 L Flat-6          | M          | 77 | Christian Ried        | 1-8      |
| Dempsey-Proton Racing | Porsche 911 RSR          | Porsche 4.0 L Flat-6          | M          | 77 | Julien Andlauer       | 1-6, 8   |
| Dempsey-Proton Racing | Porsche 911 RSR          | Porsche 4.0 L Flat-6          | M          | 77 | Riccardo Pera         | 7        |
| Dempsey-Proton Racing | Porsche 911 RSR          | Porsche 4.0 L Flat-6          | M          | 88 | Matteo Cairoli        | 1-8      |
| Dempsey-Proton Racing | Porsche 911 RSR          | Porsche 4.0 L Flat-6          | M          | 88 | Giorgio Roda          | 1-4, 6-8 |
| Dempsey-Proton Racing | Porsche 911 RSR          | Porsche 4.0 L Flat-6          | M          | 88 | Khalid Al-Qubaisi     | 1-2, 5   |
| Dempsey-Proton Racing | Porsche 911 RSR          | Porsche 4.0 L Flat-6          | M          | 88 | Gianluca Roda         | 3, 6-7   |
| Dempsey-Proton Racing | Porsche 911 RSR          | Porsche 4.0 L Flat-6          | M          | 88 | Satoshi Hoshino       | 4, 8     |
| Dempsey-Proton Racing | Porsche 911 RSR          | Porsche 4.0 L Flat-6          | M          | 88 | Riccardo Pera         | 5        |
| Gulf Racing UK        | Porsche 911 RSR          | Porsche 4.0 L Flat-6          | M          | 86 | Michael Wainwright    | 1-8      |
| Gulf Racing UK        | Porsche 911 RSR          | Porsche 4.0 L Flat-6          | M          | 86 | Ben Barker            | 1-8      |
| Gulf Racing UK        | Porsche 911 RSR          | Porsche 4.0 L Flat-6          | M          | 86 | Alex Davison          | 1-3      |
| Gulf Racing UK        | Porsche 911 RSR          | Porsche 4.0 L Flat-6          | M          | 86 | Thomas Preining       | 4-8      |
| TF Sport              | Aston Martin Vantage AMR | Aston Martin 4.5 L V8         | M          | 90 | Charlie Eastwood      | 1-8      |
| TF Sport              | Aston Martin Vantage AMR | Aston Martin 4.5 L V8         | M          | 90 | Salih Yoluç           | 1-8      |
| TF Sport              | Aston Martin Vantage AMR | Aston Martin 4.5 L V8         | M          | 90 | Euan Hankey           | 1-2, 7-8 |
| TF Sport              | Aston Martin Vantage AMR | Aston Martin 4.5 L V8         | M          | 90 | Jonathan Adam         | 3-6      |
| Aston Martin Racing   | Aston Martin Vantage AMR | Aston Martin 4.5 L V8         | M          | 98 | Paul Dalla Lana       | 1-8      |
| Aston Martin Racing   | Aston Martin Vantage AMR | Aston Martin 4.5 L V8         | M          | 98 | Pedro Lamy            | 1-8      |
| Aston Martin Racing   | Aston Martin Vantage AMR | Aston Martin 4.5 L V8         | M          | 98 | Mathias Lauda         | 1-8      |

## Risultati e classifiche

### Risultati
| Gara | Evento                     | Circuito                      | Vincitori LMP1                                  | Vincitori LMP2                                     | Vincitori LMGTE Pro                              | Vincitori LMGTE Am                               | Resoconto |
| ---- | -------------------------- | ----------------------------- | ----------------------------------------------- | -------------------------------------------------- | ------------------------------------------------ | ------------------------------------------------ | --------- |
| 1    | 6 Ore di Spa-Francorchamps | Circuito di Spa-Francorchamps | No. 8 Toyota Gazoo Racing                       | No. 38 Jackie Chan DC Racing                       | No. 66 Ford Chip Ganassi Team UK                 | No. 98 Aston Martin Racing                       | Resoconto |
| 1    | 6 Ore di Spa-Francorchamps | Circuito di Spa-Francorchamps | Sébastien Buemi Kazuki Nakajima Fernando Alonso | Ho-Pin Tung Gabriel Aubry Stéphane Richelmi        | Stefan Mücke Olivier Pla Billy Johnson           | Paul Dalla Lana Pedro Lamy Mathias Lauda         | Resoconto |
| 2    | 24 Ore di Le Mans          | Circuit de la Sarthe          | No. 8 Toyota Gazoo Racing                       | No. 36 Signatech Alpine Matmut                     | No. 92 Porsche GT Team                           | No. 77 Dempsey-Proton Racing                     | Resoconto |
| 2    | 24 Ore di Le Mans          | Circuit de la Sarthe          | Sébastien Buemi Kazuki Nakajima Fernando Alonso | Nicolas Lapierre Pierre Thiriet André Negrão       | Michael Christensen Kévin Estre Laurens Vanthoor | Matt Campbell Christian Ried Julien Andlauer     | Resoconto |
| 3    | 6 Ore di Silverstone       | Circuito di Silverstone       | No. 3 Rebellion Racing                          | No. 38 Jackie Chan DC Racing                       | No. 51 AF Corse                                  | No. 77 Dempsey-Proton Racing                     | Resoconto |
| 3    | 6 Ore di Silverstone       | Circuito di Silverstone       | Thomas Laurent Mathias Beche Gustavo Menezes    | Ho-Pin Tung Gabriel Aubry Stéphane Richelmi        | James Calado Alessandro Pier Guidi               | Matt Campbell Christian Ried Julien Andlauer     | Resoconto |
| 4    | 6 Ore del Fuji             | Circuito del Fuji             | No. 7 Toyota Gazoo Racing                       | No. 37 Jackie Chan DC Racing                       | No. 92 Porsche GT Team                           | No. 56 Team Project 1                            | Resoconto |
| 4    | 6 Ore del Fuji             | Circuito del Fuji             | Mike Conway Kamui Kobayashi José María López    | Jazeman Jaafar Weiron Tan Nabil Jeffri             | Michael Christensen Kévin Estre                  | Jörg Bergmeister Patrick Lindsey Egidio Perfetti | Resoconto |
| 5    | 6 Ore di Shanghai          | Circuito di Shanghai          | No. 7 Toyota Gazoo Racing                       | No. 38 Jackie Chan DC Racing                       | No. 95 Aston Martin Racing                       | No. 77 Dempsey-Proton Racing                     | Resoconto |
| 5    | 6 Ore di Shanghai          | Circuito di Shanghai          | Mike Conway Kamui Kobayashi José María López    | Ho-Pin Tung Gabriel Aubry Stéphane Richelmi        | Marco Sørensen Nicki Thiim                       | Matt Campbell Christian Ried Julien Andlauer     | Resoconto |
| 6    | 1000 Miglia di Sebring     | Circuito di Sebring           | No. 8 Toyota Gazoo Racing                       | No. 37 Jackie Chan DC Racing                       | No. 91 Porsche GT Team                           | No. 77 Dempsey-Proton Racing                     | Resoconto |
| 6    | 1000 Miglia di Sebring     | Circuito di Sebring           | Fernando Alonso Sébastien Buemi Kazuki Nakajima | Will Stevens Jordan King David Heinemeier Hansson  | Gianmaria Bruni Richard Lietz                    | Matt Campbell Christian Ried Julien Andlauer     | Resoconto |
| 7    | 6 Ore di Spa-Francorchamps | Circuito di Spa-Francorchamps | No. 8 Toyota Gazoo Racing                       | No. 31 DragonSpeed                                 | No. 97 Aston Martin Racing                       | No. 77 Dempsey-Proton Racing                     | Resoconto |
| 7    | 6 Ore di Spa-Francorchamps | Circuito di Spa-Francorchamps | Fernando Alonso Sébastien Buemi Kazuki Nakajima | Anthony Davidson Roberto González Pastor Maldonado | Alex Lynn Maxime Martin                          | Matt Campbell Riccardo Pera Christian Ried       | Resoconto |
| 8    | 24 Ore di Le Mans          | Circuit de la Sarthe          | No. 8 Toyota Gazoo Racing                       | No. 36 Signatech Alpine Matmut                     | No. 51 AF Corse                                  | No. 56 Team Project 1                            | Resoconto |
| 8    | 24 Ore di Le Mans          | Circuit de la Sarthe          | Fernando Alonso Sébastien Buemi Kazuki Nakajima | Nicolas Lapierre André Negrão Pierre Thiriet       | James Calado Alessandro Pier Guidi Daniel Serra  | Jörg Bergmeister Patrick Lindsey Egidio Perfetti | Resoconto |

## Classifica Piloti
| Event   | 1° | 2° | 3° | 4° | 5° | 6° | 7° | 8° | 9° | 10° | Altri |
| ------- | -- | -- | -- | -- | -- | -- | -- | -- | -- | --- | ----- |
| 6 Ore   | 25 | 18 | 15 | 12 | 10 | 8  | 6  | 4  | 2  | 1   | 0.5   |
| Sebring | 32 | 23 | 19 | 15 | 13 | 10 | 8  | 5  | 3  | 2   | 1     |
| Le Mans | 38 | 27 | 23 | 18 | 15 | 12 | 9  | 6  | 3  | 2   | 1     |

### Classifica LMP1
| Pos. | Piloti              | Team                    | SPA | LMS | SIL | FUJ | SHA | SEB | SPA | LMS | Punti |
| ---- | ------------------- | ----------------------- | --- | --- | --- | --- | --- | --- | --- | --- | ----- |
| 1    | Fernando Alonso     | Toyota Gazoo Racing     | 1   | 1   | SQ  | 2   | 2   | 1   | 1   | 1   | 198   |
| 1    | Sébastien Buemi     | Toyota Gazoo Racing     | 1   | 1   | SQ  | 2   | 2   | 1   | 1   | 1   | 198   |
| 1    | Kazuki Nakajima     | Toyota Gazoo Racing     | 1   | 1   | SQ  | 2   | 2   | 1   | 1   | 1   | 198   |
| 2    | Mike Conway         | Toyota Gazoo Racing     | 2   | 2   | SQ  | 1   | 1   | 2   | 6   | 2   | 157   |
| 2    | Kamui Kobayashi     | Toyota Gazoo Racing     | 2   | 2   | SQ  | 1   | 1   | 2   | 6   | 2   | 157   |
| 2    | José María López    | Toyota Gazoo Racing     | 2   | 2   | SQ  | 1   | 1   | 2   | 6   | 2   | 157   |
| 3    | Thomas Laurent      | Rebellion Racing        | 3   | 3   | 1   | Rit | 5   | 7   | 2   | 5   | 114   |
| 3    | Gustavo Menezes     | Rebellion Racing        | 3   | 3   | 1   | Rit | 5   | 7   | 2   | 5   | 114   |
| 4    | Mikhail Aleshin     | SMP Racing              | 5   | Rit | Rit | 4   | 3   | 3   | 3   | 3   | 94    |
| 4    | Vitalij Petrov      | SMP Racing              | 5   | Rit | Rit | 4   | 3   | 3   | 3   | 3   | 94    |
| 5    | Neel Jani           | Rebellion Racing        | SQ  | 4   | 2   | 3   | 4   | Rit | 5   | 4   | 91    |
| 5    | André Lotterer      | Rebellion Racing        | SQ  | 4   | 2   | 3   | 4   |     | 5   | 4   | 91    |
| 6    | Mathias Beche       | Rebellion Racing        | 3   | 3   | 1   | Rit | 5   | Rit |     |     | 73    |
| 7    | Bruno Senna         | Rebellion Racing        | SQ  | 4   | WD  | 3   | 4   | Rit | 5   | 4   | 73    |
| 8    | Nicolas Lapierre    | Signatech Alpine Matmut | 7   | 5   | 6   | 8   | 9   | 5   | 8   | 6   | 64    |
| 8    | Pierre Thiriet      | Signatech Alpine Matmut | 7   | 5   | 6   | 8   | 9   | 5   | 8   | 6   | 64    |
| 8    | André Negrão        | Signatech Alpine Matmut | 7   | 5   | 6   | 8   | 9   | 5   | 8   | 6   | 64    |
| 9    | Nathanaël Berthon   | DragonSpeed             | 10  | 7   |     |     |     |     |     |     | 51    |
| 9    | Nathanaël Berthon   | Rebellion Racing        |     |     |     |     |     | 7   | 2   | 5   | 51    |
| 10   | Ho-Pin Tung         | Jackie Chan DC Racing   | 6   | 8   | 4   | 7   | 7   | 10  | 9   | 7   | 51    |
| 10   | Gabriel Aubry       | Jackie Chan DC Racing   | 6   | 8   | 4   | 7   | 7   | 10  | 9   | 7   | 51    |
| 10   | Stéphane Richelmi   | Jackie Chan DC Racing   | 6   | 8   | 4   | 7   | 7   | 10  | 9   | 7   | 51    |
| 11   | Stoffel Vandoorne   | SMP Racing              |     |     |     |     |     |     | 3   | 3   | 38    |
| 12   | Roberto González    | DragonSpeed             | 10  | 7   | 7   | 11  | 8   | 6   | 7   | Rit | 36.5  |
| 12   | Pastor Maldonado    | DragonSpeed             | 10  | 7   | 7   | 11  | 8   | 6   | 7   | Rit | 36.5  |
| 13   | Jazeman Jaafar      | Jackie Chan DC Racing   | 8   | 6   | 5   | 6   | 10  |     |     |     | 35    |
| 13   | Nabil Jeffri        | Jackie Chan DC Racing   | 8   | 6   | 5   | 6   | 10  |     |     |     | 35    |
| 13   | Weiron Tan          | Jackie Chan DC Racing   | 8   | 6   | 5   | 6   | 10  |     |     |     | 35    |
| 14   | Egor Orudzhev       | SMP Racing              | Rit | Rit | 3   | Rit | Rit | NC  | 4   | Rit | 27    |
| 14   | Stéphane Sarrazin   | SMP Racing              | Rit | Rit | 3   | Rit | Rit | NC  | 4   | Rit | 27    |
| 15   | Jenson Button       | SMP Racing              |     | Rit | Rit | 4   | 3   |     |     |     | 27    |
| 16   | Anthony Davidson    | DragonSpeed             |     |     | 7   | 11  | 8   | 6   | 7   | Rit | 26.5  |
| 17   | Oliver Webb         | ByKolles Racing Team    | 4   | Rit | Rit | 5   | Rit |     | 14  | Rit | 22.5  |
| 17   | Tom Dillmann        | ByKolles Racing Team    | 4   | Rit |     | 5   | Rit |     | 14  | Rit | 22.5  |
| 18   | Brendon Hartley     | SMP Racing              |     |     |     |     |     | 3   |     |     | 19    |
| 19   | Jordan King         | Jackie Chan DC Racing   |     |     |     |     |     | 4   | 12  | Rit | 15.5  |
| 19   | David Hansson       | Jackie Chan DC Racing   |     |     |     |     |     | 4   | 12  | Rit | 15.5  |
| 19   | Will Stevens        | Jackie Chan DC Racing   |     |     |     |     |     | 4   | 12  |     | 15.5  |
| 20   | Erwin Creed         | Larbre Compétition      | 11  | 10  | 9   | 10  | 12  | 8   | 13  | 9   | 14.5  |
| 20   | Romano Ricci        | Larbre Compétition      | 11  | 10  | 9   | 10  | 12  | 8   | 13  | 9   | 14.5  |
| 21   | Giedo van der Garde | Racing Team Nederland   | 12  | 9   | 8   | 12  | 11  | 9   | 11  | 10  | 14    |
| 21   | Frits van Eerd      | Racing Team Nederland   | 12  | 9   | 8   | 12  | 11  | 9   | 11  | 10  | 14    |
| 22   | Dominik Kraihamer   | ByKolles Racing Team    | 4   | Rit |     |     |     |     |     |     | 12    |
| 23   | Sergey Sirotkin     | SMP Racing              |     |     |     |     |     | NC  | 4   | Rit | 12    |
| 24   | François Perrodo    | TDS Racing              | 9   | DSQ | 10  | 9   | NC  | NC  | 10  | 8   | 12    |
| 24   | Matthieu Vaxivière  | TDS Racing              | 9   | DSQ | 10  | 9   | NC  | NC  | 10  | 8   | 12    |
| 25   | Nyck de Vries       | Racing Team Nederland   |     |     | 8   | 12  | 11  | 9   | 11  | 10  | 10.5  |
| Pos. | Piloti              | Team                    | SPA | LMS | SIL | FUJ | SHA | SEB | SPA | LMS | Punti |

### Classifica LMGTE Pro
| Pos. | Piloti                 | Team                      | SPA | LMS | SIL | FUJ | SHA | SEB | SPA | LMS | Punti |
| ---- | ---------------------- | ------------------------- | --- | --- | --- | --- | --- | --- | --- | --- | ----- |
| 1    | Michael Christensen    | Porsche GT Team           | 2   | 1   | 3   | 1   | 3   | 5   | 3   | 5   | 155   |
| 1    | Kévin Estre            | Porsche GT Team           | 2   | 1   | 3   | 1   | 3   | 5   | 3   | 5   | 155   |
| 2    | James Calado           | AF Corse                  | 15  | 4   | 1   | 4   | 5   | 4   | 2   | 1   | 136.5 |
| 2    | Alessandro Pier Guidi  | AF Corse                  | 15  | 4   | 1   | 4   | 5   | 4   | 2   | 1   | 136.5 |
| 3    | Gianmaria Bruni        | Porsche GT Team           | 4   | 2   | DSQ | 5   | 2   | 1   | 8   | 2   | 131   |
| 3    | Richard Lietz          | Porsche GT Team           | 4   | 2   | DSQ | 5   | 2   | 1   | 8   | 2   | 131   |
| 4    | Harry Tincknell        | Ford Chip Ganassi Team UK | Rit | 12  | 2   | 3   | 9   | 3   | 5   | 3   | 90    |
| 4    | Andy Priaulx           | Ford Chip Ganassi Team UK | Rit | 12  | 2   | 3   | 9   | 3   | 5   | 3   | 90    |
| 5    | Stefan Mücke           | Ford Chip Ganassi Team UK | 1   | 3   | 6   | 8   | 7   | 18  | 10  | 4   | 88    |
| 5    | Olivier Pla            | Ford Chip Ganassi Team UK | 1   | 3   | 6   | 8   | 7   | 18  | 10  | 4   | 88    |
| 6    | Daniel Serra           | AF Corse                  |     | 4   |     |     |     | 4   |     | 1   | 71    |
| 7    | Billy Johnson          | Ford Chip Ganassi Team UK | 1   | 3   |     |     |     | 18  |     | 4   | 67    |
| 8    | Alex Lynn              | Aston Martin Racing       | 6   | 13  | 4   | 9   | 4   | 8   | 1   | 14  | 66    |
| 8    | Maxime Martin          | Aston Martin Racing       | 6   | 13  | 4   | 9   | 4   | 8   | 1   | 14  | 66    |
| 9    | Nicki Thiim            | Aston Martin Racing       | 7   | 5   | 17  | 6   | 1   | 9   | 7   | Rit | 65.5  |
| 9    | Marco Sørensen         | Aston Martin Racing       | 7   | 5   | 17  | 6   | 1   | 9   | 7   | Rit | 66.5  |
| 10   | António Félix da Costa | BMW Team MTEK             | 5   | Rit | Rit | 2   | 10  | 7   | 4   | 6   | 61    |
| 11   | Frédéric Makowiecki    | Porsche GT Team           |     | 2   |     |     |     |     |     | 2   | 55    |
| 12   | Davide Rigon           | AF Corse                  | 3   | 6   | 16  | 10  | 6   | 6   | 6   | Rit | 54.5  |
| 12   | Sam Bird               | AF Corse                  | 3   | 6   | 16  | 10  | 6   | 6   | 6   | Rit | 54.5  |
| 13   | Laurens Vanthoor       | Porsche GT Team           |     | 1   |     |     |     |     |     | 5   | 53    |
| 14   | Martin Tomczyk         | BMW Team MTEK             | 8   | 9   | 5   | 7   | 8   | 2   | 9   | 15  | 53    |
| 14   | Nicky Catsburg         | BMW Team MTEK             | 8   | 9   | 5   | 7   | 8   | 2   | 9   | 15  | 53    |
| 15   | Jonathan Bomarito      | Ford Chip Ganassi Team UK |     |     |     |     |     | 3   |     | 3   | 42    |
| 16   | Augusto Farfus         | BMW Team MTEK             |     | Rit | Rit |     |     | 7   | 4   | 6   | 32    |
| 17   | Tom Blomqvist          | BMW Team MTEK             | 5   |     |     | 2   | 10  |     |     |     | 29    |
| 18   | Darren Turner          | Aston Martin Racing       | 7   | 5   |     |     |     | 9   |     | Rit | 25    |
| 19   | Alexander Sims         | BMW Team MTEK             |     | Rit |     |     |     | 2   |     |     | 23    |
| 20   | Miguel Molina          | AF Corse                  |     | 6   |     |     |     | 6   |     | Rit | 22    |
| 21   | Jonathan Adam          | Aston Martin Racing       | 6   | 13  |     |     |     |     |     | 14  | 16    |
| 21   | Jonathan Adam          | TF Sport                  |     |     | 8   | 13  | 18  | 15  |     |     | 16    |
| 22   | Jörg Bergmeister       | Team Project 1            | 18  | 11  | 9   | 11  | 12  | 12  | 15  | 7   | 16    |
| 22   | Patrick Lindsey        | Team Project 1            | 18  | 11  | 9   | 11  | 12  | 12  | 15  | 7   | 16    |
| 22   | Egidio Perfetti        | Team Project 1            | 18  | 11  | 9   | 11  | 12  | 12  | 15  | 7   | 16    |
| 23   | Jesse Krohn            | BMW Team MTEK             |     |     |     |     |     |     |     | 6   | 12    |
| 24   | Giancarlo Fisichella   | Spirit of Race            | 17  | 8   | 15  | 16  | 14  | 11  | 13  | 13  | 10.5  |
| 24   | Francesco Castellacci  | Spirit of Race            | 17  | 8   | 15  | 16  | 14  | 11  | 13  | 13  | 10.5  |
| 24   | Thomas Flohr           | Spirit of Race            | 17  | 8   | 15  | 16  | 14  | 11  | 13  | 13  | 10.5  |
| Pos. | Piloti                 | Team                      | SPA | LMS | SIL | FUJ | SHA | SEB | SPA | LMS | Punti |

## Classifiche costruttori

### Classifica LMP1
| Pos. | Costruttore          | SPA | LMS | SIL | FUJ | SHA | SEB | SPA | LMS | Punti |
| ---- | -------------------- | --- | --- | --- | --- | --- | --- | --- | --- | ----- |
| 1    | Toyota Gazoo Racing  | 1   | 1   | SQ  | 1   | 1   | 1   | 1   | 1   | 216   |
| 2    | Rebellion Racing     | 3   | 3   | 1   | 3   | 4   | 7   | 2   | 4   | 134   |
| 3    | SMP Racing           | 5   | Rit | 3   | 4   | 3   | 3   | 3   | 3   | 109   |
| 4    | ByKolles Racing Team | 4   | Rit | Rit | 5   | Rit |     | 34  | Rit | 22.5  |
| 5    | DragonSpeed          | DNS | Rit | 25  | Rit | 6   | Rit |     | Rit | 8.5   |
| 6    | CEFC TRSM Racing     | WD  | 41  |     |     |     |     |     |     | 1     |

### Classifica GTE
| Pos. | Costruttore  | SPA | LMS | SIL | FUJ | SHA | SEB | SPA | LMS | Punti |
| ---- | ------------ | --- | --- | --- | --- | --- | --- | --- | --- | ----- |
| 1    | Porsche      | 2   | 1   | 3   | 1   | 2   | 1   | 3   | 2   | 288   |
| 1    | Porsche      | 4   | 2   | 9   | 5   | 3   | 5   | 8   | 5   | 288   |
| 2    | Ferrari      | 3   | 4   | 1   | 4   | 5   | 4   | 2   | 1   | 194   |
| 2    | Ferrari      | 11  | 6   | 11  | 10  | 6   | 6   | 6   | 9   | 194   |
| 3    | Ford         | 1   | 3   | 2   | 3   | 7   | 3   | 5   | 3   | 178   |
| 3    | Ford         | Rit | 12  | 6   | 8   | 9   | 18  | 10  | 4   | 178   |
| 4    | Aston Martin | 6   | 5   | 4   | 6   | 1   | 8   | 1   | 12  | 136   |
| 4    | Aston Martin | 7   | 13  | 8   | 9   | 4   | 9   | 7   | 14  | 136   |
| 5    | BMW          | 5   | 9   | 5   | 2   | 8   | 2   | 4   | 6   | 114   |
| 5    | BMW          | 8   | Rit | Rit | 7   | 10  | 7   | 9   | 15  | 114   |

### Classifica LMP2
| Pos. | Car | Team                    | SPA | LMS | SIL | FUJ | SHA | SEB | SPA | LMS | Punti |
| ---- | --- | ----------------------- | --- | --- | --- | --- | --- | --- | --- | --- | ----- |
| 1    | 36  | Signatech Alpine Matmut | 2   | 1   | 3   | 3   | 3   | 2   | 2   | 1   | 181   |
| 2    | 38  | Jackie Chan DC Racing   | 1   | 4   | 1   | 2   | 1   | 6   | 3   | 2   | 166   |
| 3    | 37  | Jackie Chan DC Racing   | 3   | 2   | 2   | 1   | 4   | 1   | 6   | Rit | 138   |
| 4    | 31  | DragonSpeed             | 5   | 3   | 4   | 6   | 2   | 3   | 1   | Rit | 117   |
| 5    | 50  | Larbre Compétition      | 6   | 6   | 6   | 5   | 6   | 4   | 7   | 4   | 85    |
| 6    | 29  | Racing Team Nederland   | 7   | 5   | 5   | 7   | 5   | 5   | 5   | 5   | 85    |
| 7    | 28  | TDS Racing              | 4   | SQ  | 7   | 4   | Rit | NC  | 4   | 3   | 66    |

### Classifica LMGTE Am
| Pos. | Car | Team                  | SPA | LMS | SIL | FUJ | SHA | SEB | SPA | LMS | Punti |
| ---- | --- | --------------------- | --- | --- | --- | --- | --- | --- | --- | --- | ----- |
| 1    | 56  | Team Project 1        | 9   | 3   | 3   | 1   | 2   | 3   | 5   | 1   | 151   |
| 2    | 77  | Dempsey-Proton Racing | 4   | 1   | 1   | SQ  | 1   | 1   | 1   | 2   | 110   |
| 3    | 90  | TF Sport              | 2   | Rit | 2   | 2   | 8   | 6   | 2   | 6   | 99    |
| 4    | 54  | Spirit of Race        | 8   | 2   | 9   | 5   | 4   | 2   | 4   | 7   | 99    |
| 5    | 61  | Clearwater Racing     | 3   | 4   | 5   | 6   | 7   | DNS | 3   | 3   | 95    |
| 6    | 86  | Gulf Racing           | 7   | 6   | 6   | 4   | 9   | 4   | 7   | 4   | 79    |
| 7    | 98  | Aston Martin Racing   | 1   | Rit | 4   | 3   | 5   | 8   | 6   | Rit | 77    |
| 8    | 70  | MR Racing             | 5   | 5   | 7   | Rit | 6   | 5   | 8   | 5   | 71    |
| 9    | 88  | Dempsey-Proton Racing | 6   | Rit | 8   | SQ  | 3   | 7   | 9   | Rit | 26    |